# كليفورد إي. دور
كليفورد إي. دور هو سياسي أمريكي، ولد في 11 أغسطس 1920، وتوفي في 1 يونيو 1978. نشط حزبياً في الحزب الديمقراطي. وقد انتخب عضو جمعية ولاية ويسكونسن ‏.